# دست به دهان
دست به دهان (انگلیسی: From Hand to Mouth) یک فیلم کوتاه کمدی است که در سال ۱۹۱۹ منتشر شد. یک نسخه از این فیلم در بایگانی انستیتوی فیلم بریتانیا حفظ می‌شود.

## بازیگران
- هارولد لوید
- میلدرد دیویس
- اسناب پالرد
- سمی بروکس
- ماری موسکینی
- فرد سی. نیومیر
- نوآ یانگ
- هلن گیلمور
- گاس لئونارد
- دی لمپتون
- چارلز استیونسون
- والاس هاو
- پگی کارت‌رایت